# Purcelliana
Purcelliana is een monotypisch geslacht van spinnen uit de  familie van de Prodidomidae.

## Soort
- Purcelliana problematica Cooke, 1964